# Carl Simony
Carl Frederik Simony, född den 28 april 1806 i Aalborg, död den 30 november 1872 i Köpenhamn, var en dansk ämbetsman och politiker.
Simony blev student 1827 och candidatus juris 1829. Han beträdde därefter ämbetsbanan som volontär i centraladministrationen, samtidigt som han fann sysselsättning med praktisk verksamhet inom olika områden. År 1848 blev han departementschef i justitieministeriet, och 1849 valdes han till landstingsman och anslöt sig till nationalliberalerna. I juni 1852 blev han kultusminister i ministären Bluhme, men trädde tillbaka i april 1853, då ministären efter A.S. Ørsteds övertagande av premiärministerposten antog en mer utpräglat konservativ karaktär. Då ministären Bang bildades i december 1854, inträdde Simony, som under en tid hade varit departementschef i inrikesministeriet, i regeringen som justitieminister, med vilken post han under kortare perioder förband portföljerna för kungarikets inrikesministerium och ministeriet för de gemensamma inre angelägenheterna. Han trädde tillbaka tillsammans med C.C. Hall i december 1859 och blev kort därefter amtman över Köpenhamns amt och stiftsamtman för Själlands stift, en post som han behöll resten av sitt liv, med ett kort avbrott. I januari 1864 var han nämligen minister över Slesvig i regeringen Monrad. Från 1866 upphörde han att vara medlem av landstinget och deltog därefter inte aktivt i det politiska livet. Simony var en framstående och duglig ämbetsman och administratör, men som politiker spelade han inte någon framträdande roll.

## Utmärkelser
- Riddare av Dannebrogorden,  1850[1]
- Dannebrogsmännens hederstecken,  1853[1]
- Kommendör av Dannebrogorden,  1855[1]

[Redigera Wikidata]